# دیگو د الماگرو، شیلی
دیگو د الماگرو، شیلی (به اسپانیایی: Diego de Almagro, Chile) یک سکونتگاه مسکونی در شیلی است که در Chañaral Province واقع شده‌است.

## خصوصیات
دیگو د الماگرو ۱۸٬۶۶۳٫۸ کیلومترمربع مساحت و ۱۵٬۷۳۱ نفر جمعیت دارد.